# Chouf
Chouf is een district in het gouvernement Libanongebergte in Libanon. De hoofdstad is de stad Beiteddine.
Chouf heeft een oppervlakte van 481 vierkante kilometer en een bevolkingsaantal van 120.473. Het is een belangrijke regio voor de Libanonceder alsook Maronieten en met name Druzen. Tijdens de Libanese Burgeroorlog wisten de Druzen zich hier te verschansen. In de regio ligt het Natuurreservaat Al Shouf Ceder, dat belangrijke bossen van de Libanonceder omvat. 